# Josafat Kuncewič
Josafat Kuntsèvitx (Volodímir, 1580 - Vítsiebsk, 12 de novembre de 1623) fou un monjo basilià ucraïnès, bisbe de l'Església grecocatòlica ucraïnesa i màrtir, fundador de l'Orde Basilià de Sant Josafat. És venerat com a sant per les esglésies catòliques romana i orientals.

## Biografia
Joann Kuncewič va néixer a Volodímir (Volínia), llavors part de la Corona de Polònia i Lituània, de pares pertanyents a la noblesa (el pare, però, es dedicava al comerç i tenia un càrrec al consell municipal) i de religió ortodoxa. Va estudiar a Vílnius (avui Lituània) amb bons resultats i aprengué l'eslau eclesiàstic i començà a llegir llibres religiosos i de devoció. A més, ajudà la família treballant com a aprenent amb un mercader, Papovič de Vílnius.
Era un moment de conflictes entre l'Església Ortodoxa tradicionalista i l'Església Uniata catòlica de ritu grec, que s'acabava de reincorporar, després del Concili de Florència (1451 - 1452), a l'obediència al Papa. Joan optà per adherir-se a l'Església grecocatòlica ucraïnesa el 1604 i es feu monjo prenent el nom de Josafat en un monestir basilià, el de la Santíssima Trinitat de Vílnius. Aviat adquirí fama de virtuós i d'home sant. Després d'estudiar amb el prevere jesuïta Fabricius, en 1609 fou ordenat sacerdot per un bisbe catòlic i començà a predicar, tenint un gran èxit popular. En 1617 fou nomenat arximandrita del monestir i començà la reforma de l'orde que donà lloc al naixement de l'Orde Basilià de Sant Josafat. El 12 de novembre del mateix 1617 és nomenat bisbe de Vítsiebsk (actual Belarús) i l'any següent, arquebisbe de Pòlatsk.
Com a bisbe, també s'ocupà de la reforma per consolidar el credo uniata. Va restaurar la catedral, redactà un catecisme per al poble i va fer nombroses visites pastorals i de predicació. En una d'elles, a Vítsiebsk, fou envoltat d'un grup d'ortodoxos radicals que l'atacaren i el colpejaren fins que perdé el sentit; llavors el llençaren al riu i hi morí ofegat. Altres versions diuen que va morir colpejat per una destral o d'un tret de bala.

## Veneració
Fou considerat màrtir i aviat començà el procés de beatificació. En 1628, Urbà VIII nomenà una comissió per a la causa, que entrevistà 116 testimonis. En 1637, el seu cos continuava incorrupte i uas segona comissió continuà investigant: en 1643, Josafat fou beatificat pel papa. La canonització fou el 1867, per Pius IX, essent el primer sant oriental que canonitzava l'Església catòlica. Pius XI, en ocasió del tercer centenari de la seva mort, li dedicà l'encíclica Ecclesiam Dei (1923).
El culte al sant fou important als monestirs basilians catòlics al llarg dels segles XVII i XVIII. En 1705, Pere I de Rússia intentà acabar amb la veneració i prendre'n les relíquies: va provocar la mort de nombrosos monjos que s'hi oposaren. Aquests amagaren el cos de Josafat a Biała Podlaska, que continuà essent cercat sense èxit per les autoritats tsaristes.
Avui, les relíquies són a l'altar de Sant Basili de la Basílica de Sant Pere del Vaticà, a Roma.

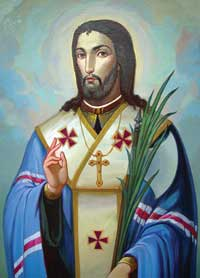
Pintura del s. XIX
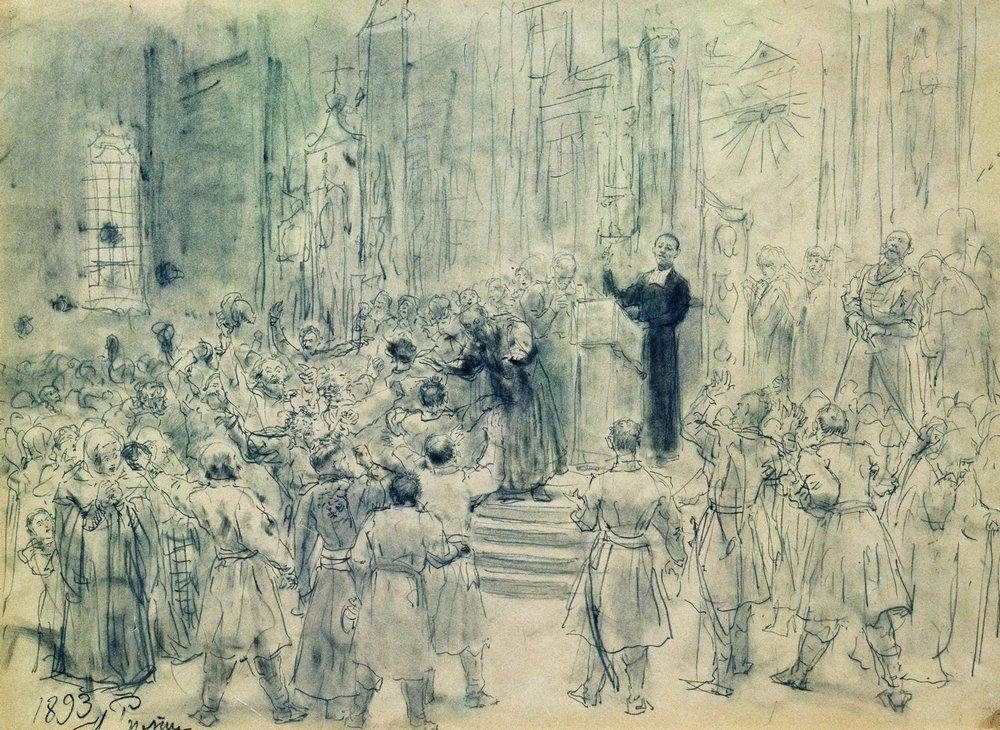
Josafat fent un sermó, dibuix d'Ilija Repin (Vistebsk, Museu d'Art)
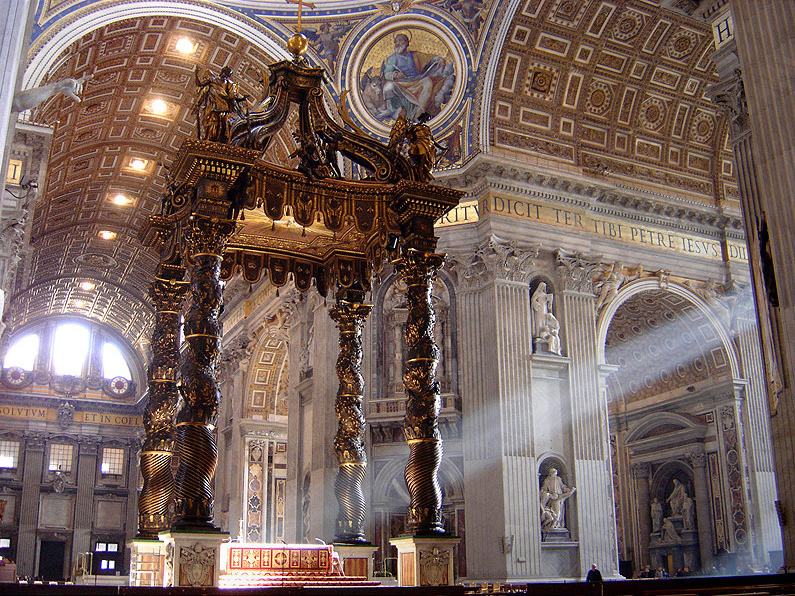
S. Pere del Vaticà; la capella a la dreta és l'entrada a la de S. Basili, amb la tomba de Josafat
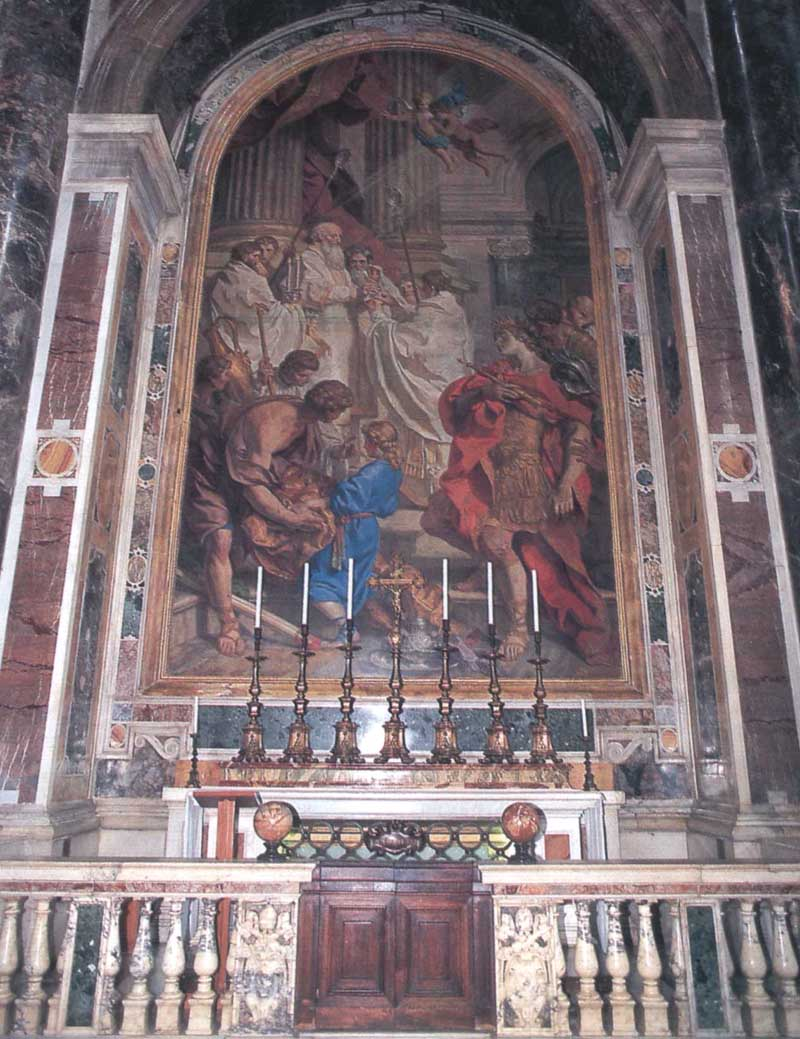
Altar de S. Basili al Vaticà, segle xviii; al peu, tomba de Josafat Kuntsevitx